# Гюмбель, Карл Вильгельм фон
Карл Вильгельм фон Гюмбель (нем. Carl Wilhelm von Guümbel; 1823—1898) — немецкий геолог и палеонтолог.

## Биография
Родился 11 февраля 1823 года в городе Данненфельс в семье королевского лесничего Johann Friedrich Gümbel (1775—1841) и его жены Charlotte Roos (1781—1862); брат немецкого учёного-бриолога Вильгельма Теодора Гюмбеля (1812—1858).
После получения аттестата об окончании школы он поступил в 1842 году в Мюнхенский университет, где изучал химию, зоологию и минералогию. Некоторое время учился в университетах Гейдельберга и Бонна. В 1848 году он окончил учебу в Мюнхене, поступив на государственную службу горного дела.
В 1850 году он устроился на работу в качестве маркшейдера в Bergamt St. Ingbert. По рекомендации Эрнста фон Дехена Карл Гюмбель в 1851 году стал членом недавно созданной Комиссии по геогностическим исследованиям Баварии, в которой проработал многие годы. В последующие годы им был создан сборник из более чем 3000 страниц с геогностическим описанием Баварских Альп, Фихтельгебирге, Франконского леса и Франконских Альб.
В 1862 Гюмбель году в Мюнхенском университете получил степень доктора философии (Ph.D). В 1863 году был назначен почетным профессором геологии и маркшейдерского дела в Мюнхенском университете. В 1869 году он был принят в качестве полноправного члена в Баварскую академию наук.
Карл Гюмбель ввёл термины Рэтский ярус и Слои Зеефельда. Вместе с Матиасом фон Флурлом был основателем Географической коллекции Баварского государственного управления по охране окружающей среды. Он впервые описал около двадцати типов новых камней.
Умер 18 июня 1898 года в Мюнхене. Его сыном был архивариус Альберт Гюмбель (1866—1931).

## Заслуги
- 1855 год — серебряная медаль Всемирной выставки в Париже.
- 1862 год — почётный доктор Йенского университета и медаль Всемирной выставки в Лондоне.
- 1868 год — орден Святого Михаила (Бавария) 1-го класса.
- 1875 год — член Немецкой академии Леопольдина.[2]
- 1882 год — рыцарь ордена Гражданских заслуг Баварской короны и орден Максимилиана «За достижения в науке и искусстве» (Бавария).
- 1883 год — кавалер 1-го класса ордена Саксен-Эрнестинского дома.
- 1889 год — почётный гражданин Мюнхена и орден Святого Михаила (Бавария) 2-го класса.
- 1893 год — крест ордена Гражданских заслуг Баварской короны.
- 1895 год — крест ордена Вюртембергской короны.